# Meyrin
Meyrin ist eine politische Gemeinde im Kanton Genf in der Schweiz an der Grenze zu Frankreich.

## Geographie

Historisches Luftbild von Werner Friedli von 1953

Die Nachbargemeinden sind Satigny, Vernier, Le Grand-Saconnex. Genf liegt circa 5 Kilometer südöstlich von Meyrin. Die nördliche Grenze ist zugleich die Grenze zwischen der Schweiz und Frankreich (Département Ain). 
Meyrin bietet 26'000 Arbeitsplätze in rund 1000 Unternehmen und hat somit mehr Arbeitsplätze als Einwohner. Die meisten Gebäude der Europäischen Organisation für Kernforschung CERN und ein Teil des internationalen Flughafens Genf-Cointrin befinden sich auf dem Gemeindegebiet.

## Geschichte
Im Mittelalter gehörte Meyrin zur Herrschaft Gex. Es war zuerst ein Lehen des Grafen von Genf, ab 1355 des Grafen von Savoyen (Vertrag von Paris).1536 wurde Meyrin zusammen mit dem restlichen Pays de Gex von den Bernern besetzt, 1567 fiel es zurück an Savoyen, ab 1589 stand es unter Genfer Herrschaft. Im Vertrag von Lyon wurde das Pays de Gex 1601 Frankreich zugesprochen. Meyrin blieb bis 1815 ein Teil Frankreichs. 
Am 15. April 1798 wurde auch Genf von Frankreich annektiert. Am 31. Dezember 1813 wurde Genf von österreichischen Truppen besetzt. Nachdem zuerst die Unabhängigkeit der Stadtrepublik ausgerufen worden war, bat Genf um Aufnahme als Kanton in die Schweizerische Eidgenossenschaft. Mit dem Zweiter Pariser Frieden trat das Königreich Frankreich 1815 schliesslich dem Kanton Genf 6 Gemeinden ab, darunter Versoix, Vernier und Meyrin. Genf war jetzt keine Exklave mehr.
Der internationale Flughafen Genf-Cointrin (Flugplatz bereits ab 1920) und die Ansiedlung des CERN 1954 führten zu einem starken Wachstum der Gemeinde.

## Bevölkerung
| Bevölkerungsentwicklung | Bevölkerungsentwicklung | Bevölkerungsentwicklung | Bevölkerungsentwicklung | Bevölkerungsentwicklung | Bevölkerungsentwicklung | Bevölkerungsentwicklung | Bevölkerungsentwicklung | Bevölkerungsentwicklung | Bevölkerungsentwicklung | Bevölkerungsentwicklung | Bevölkerungsentwicklung |
| ----------------------- | ----------------------- | ----------------------- | ----------------------- | ----------------------- | ----------------------- | ----------------------- | ----------------------- | ----------------------- | ----------------------- | ----------------------- | ----------------------- |
| Jahr                    | 1550                    | 1667 ca.                | 1850                    | 1900                    | 1950                    | 1970                    | 2000                    | 2010                    | 2012                    | 2014                    | 2017                    |
| Einwohner               | 54 Feuerstätten         | 150 ca.                 | 597                     | 856                     | 2063                    | 14'255                  | 19'548                  | 21'508                  | 21'718                  | 21'993                  | 23'611                  |

Meyrin ist mit 26'882 Einwohnern (Stand 31. Dezember 2023) die viertgrösste Stadt im Kanton und liegt nördlich der Rhone. Neben dem Stadtzentrum in der Nähe des alten Dorfs Meyrin gibt es in der Gemeinde noch die Orte Cointrin und Mategnin. 

## Politik

### Legislative – Gemeinderat
- Grüne: 6
- SP: 8
- Mitte-GLP: 5
- FDP: 3
- LJS: 3
- MCG: 5
- SVP: 5

Die gesetzgeberische Gewalt wird durch den Munizipalrat (Conseil municipal) wahrgenommen. Er zählt 35 Sitze und wird alle fünf Jahre direkt vom Volk im Proporzwahlverfahren mit einer 7-Prozent-Hürde gewählt. Der Munizipalrat bestimmt das Stadtbudget und stimmt über Vorlagen der Stadtregierung (Conseil administratif) ab. Ausserdem kann er selber Vorstösse lancieren. Die oben stehende Grafik zeigt die Sitzverteilung nach den letzten Gemeindewahlen vom März 2025.

### Nationalratswahlen
Bei den Schweizer Parlamentswahlen 2019 betrugen die Wähleranteile in Meyrin: Grüne 21,6 %, SVP 17,4 %, SP 17,0 %, FDP 12,5 %, MCG 8,5 %, CVP 7,8 %, Sol/POP 7,6 %, glp 3,7 %, EVP 1,1 %, BDP 0,5 %.

## Kultur und Sehenswürdigkeiten
- 2019: Schulthess Gartenpreis des Schweizer Heimatschutzes für Jardin botanique alpin
- 2022: Wakkerpreis des Schweizer Heimatschutzes für seine Baukultur

## Verkehr
In Meyrin verkehrt die Strassenbahn Genf, die vom Verkehrsunternehmen Transports publics genevois (TPG) betrieben wird.
Der Flughafen Genf, der auf dem Gemeindegebiet liegt, ist über die Autobahn A1 und überregionale Verbindungsstrassen erreichbar. Wichtigster Zugang für den öffentlichen Verkehr ist der im Jahr 1987 eröffnete Flughafenbahnhof.

## Sport
Im Stade des Arbères tragen der Fussballverein FC Meyrin und der Rugbyverein RC CERN ihre Heimspiele aus.

## Persönlichkeiten
- François Besson (1859–1927), Landwirt und Politiker
- Nicolas Faure (* 1949), Fotograf, lebt in Meyrin, schuf ein Werk über die Gemeinde
- Renée Pellet (1905–1985), Politikerin
- Séverine Pont-Combe (* 1979), Skibergsteigerin und Marathonläuferin
- Philippe Sylvain Senderos (* 1985), Fussballspieler
- Jeremy Finello (* 1992), Biathlet
- Killian Martin (* 1998), Basketballspieler
- Logan Clément (* 2000), schweizerisch-italienischer Fussballspieler
- Lukas Hellum Lilleengen (* 2000), norwegischer Tennisspieler

## Einzelnachweise

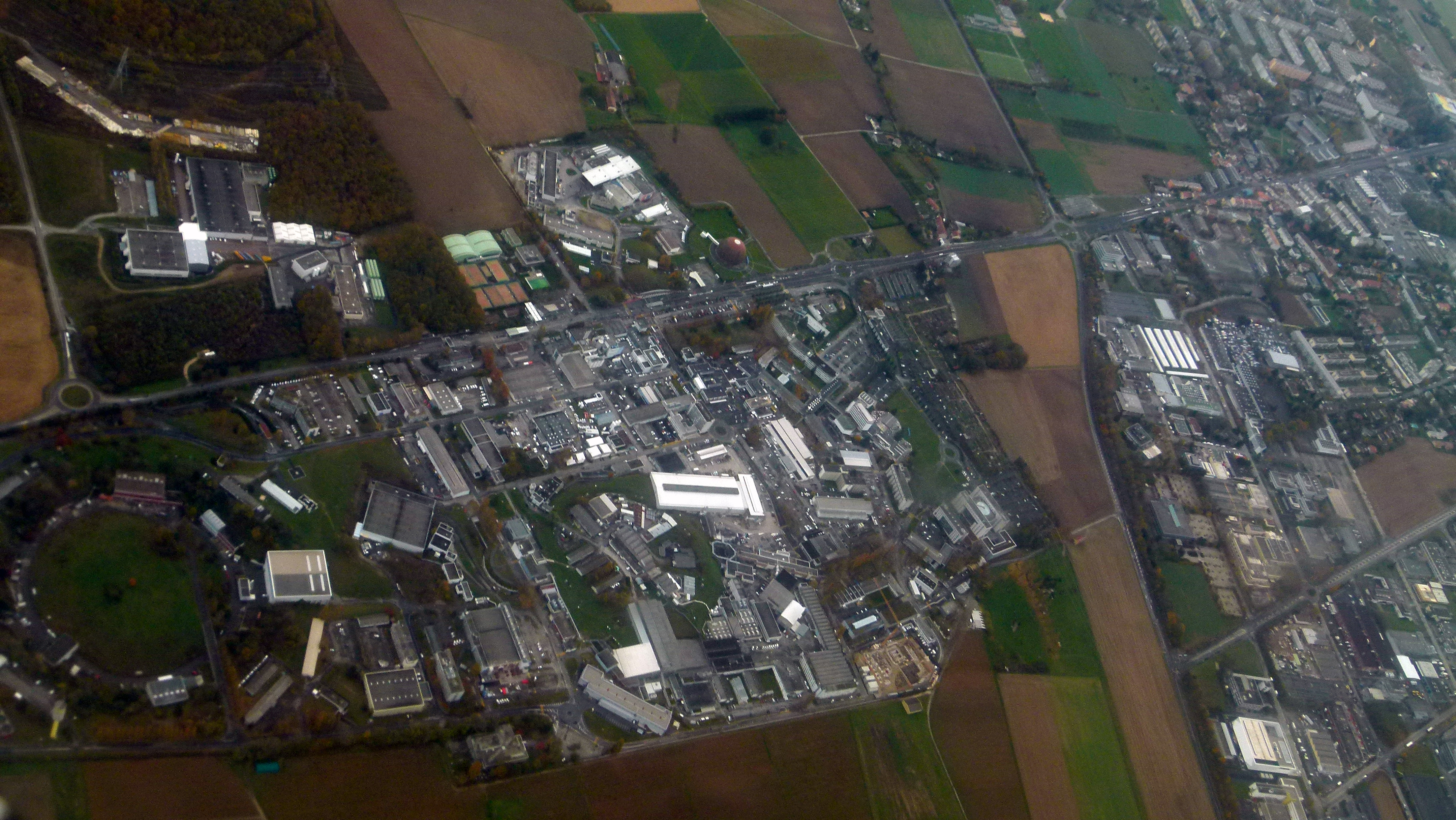
Das CERN in Meyrin
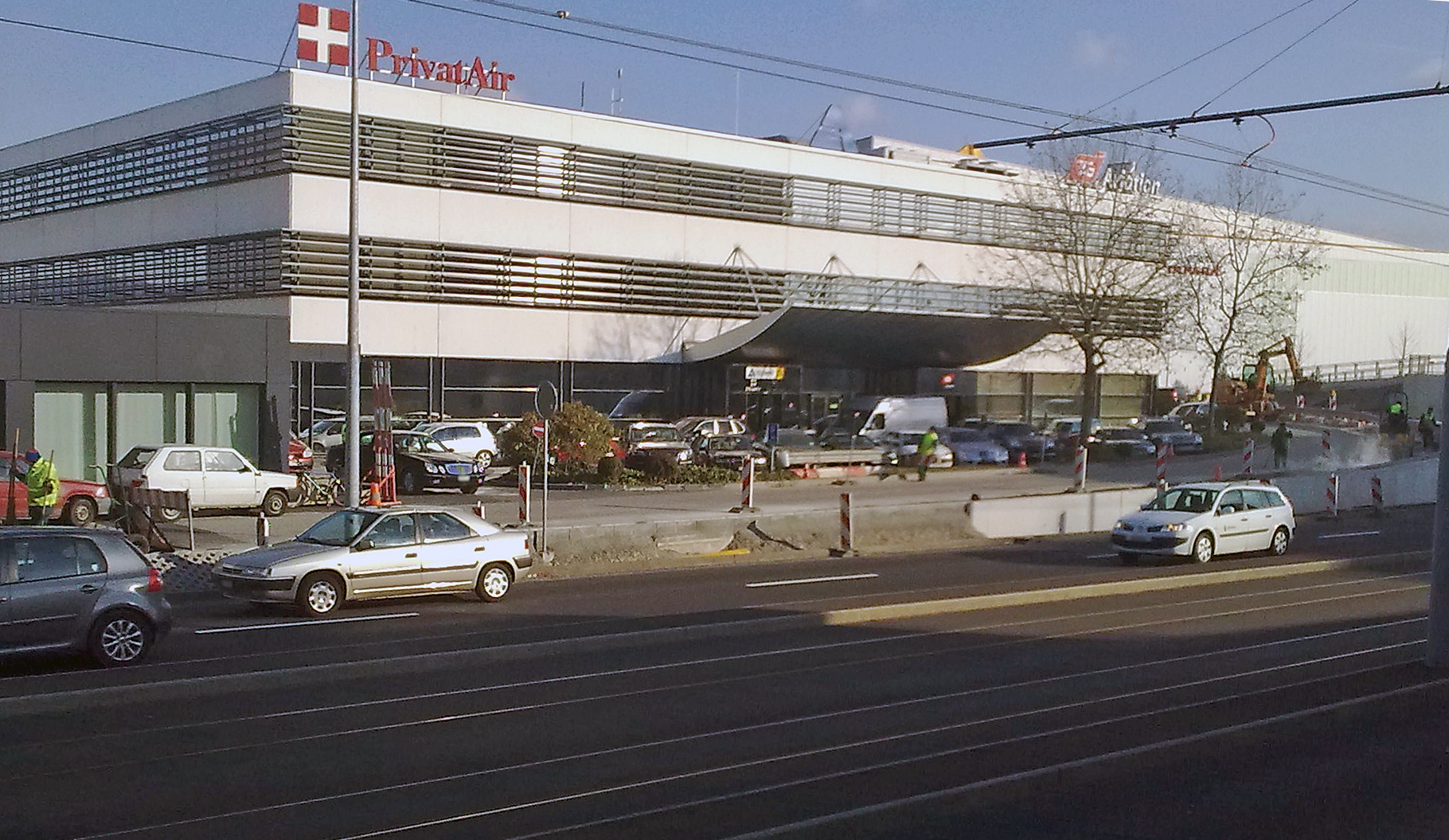
Der Sitz von PrivatAir
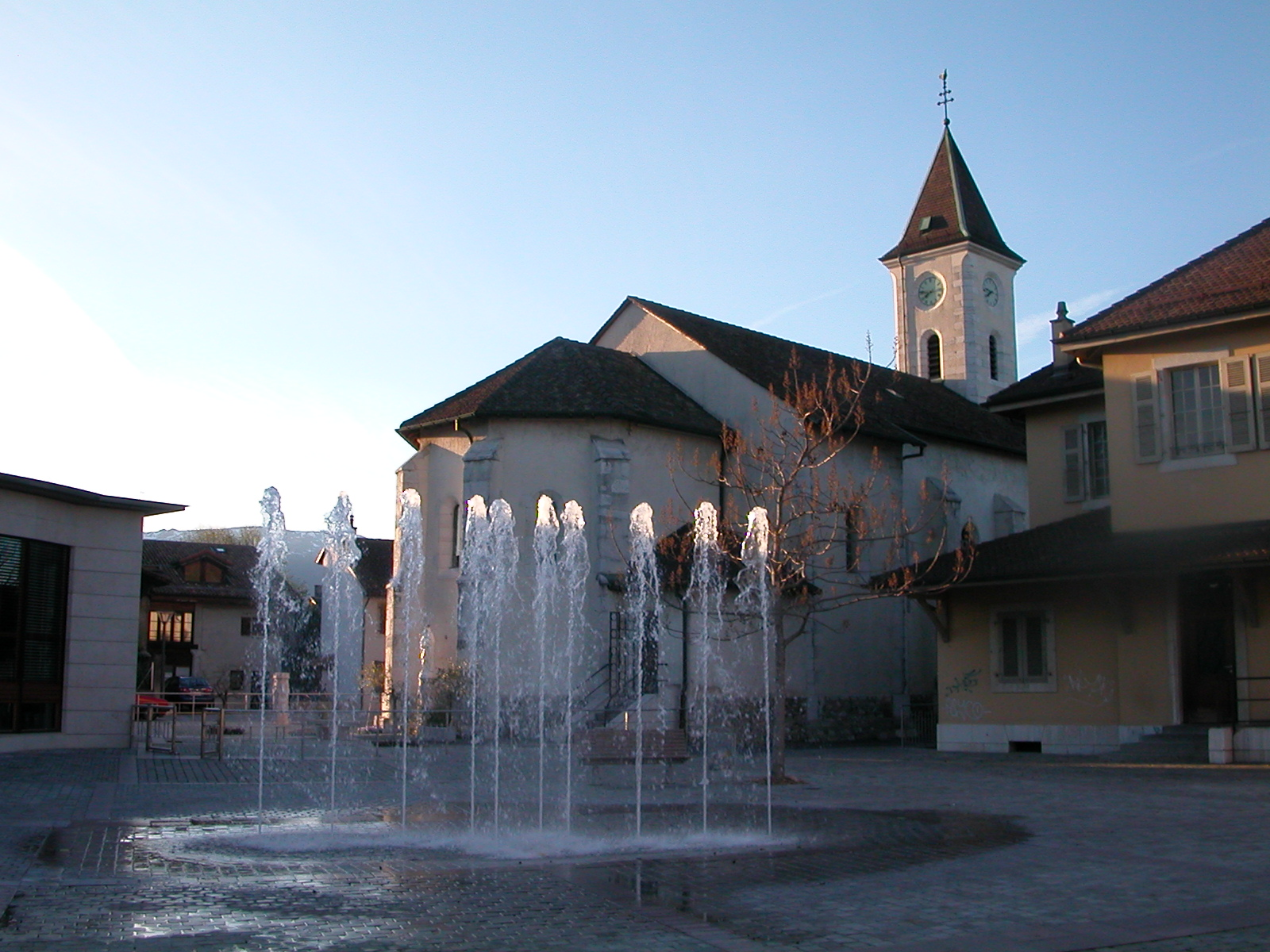
Place du village in Meyrin
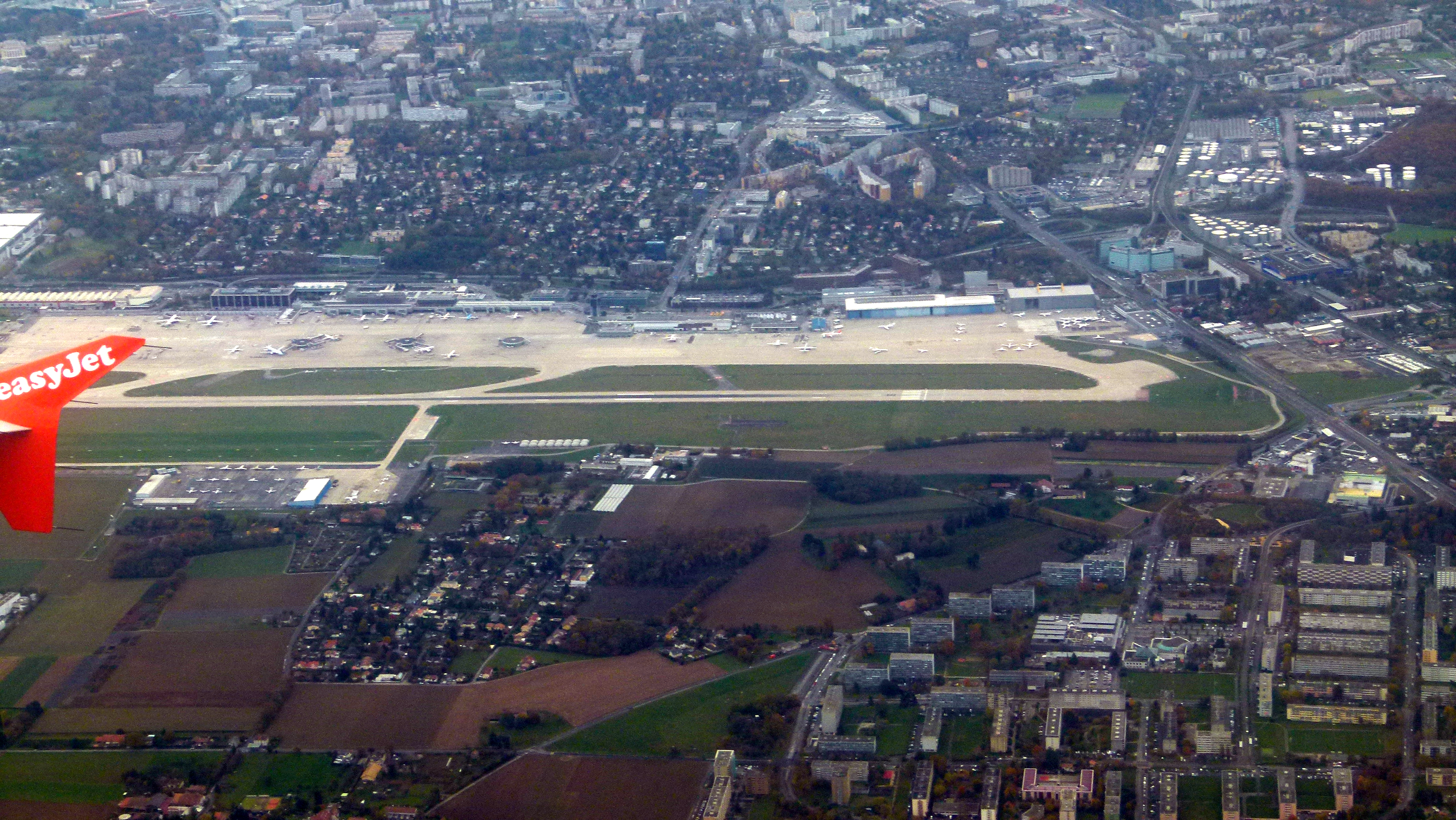
Blick auf Meyrin, Mategnin, Cointrin mit Flughafen Genf